# Domènec Broto i Regalés
Domènec Broto i Regalés   (Terrassa, 28 de juliol de 1903 - Auloron e Senta Maria, 16 de març de 1960) fou un futbolista català de les dècades de 1920 i 1930.

## Trajectòria
Jugava a la posició d'interior. Ingressà al primer equip del FC Terrassa durant la temporada 1922-23. Al club egarenc destacà la seva gran capacitat golejadora, guanyant la Copa Catalunya la temporada 1924-25; fet que li permeté fitxar pel RCD Espanyol l'abril de 1928, juntament amb Crisant Bosch i Juli Kaiser. Fou un dels homes més importants de l'equip durant la seva primera temporada al club, ajudant de forma decisiva a guanyar el Campionat de Catalunya i la Copa d'Espanya. Durant aquesta edició de Copa fou autor de sis gols. La següent temporada, amb Jack Greenwell a la banqueta va perdre protagonisme en favor de Ricard Gallart. Arribà a ser apartar de l'equip essent readmès posteriorment al mateix. Acabada la temporada 1929-30 signà pel CE Castelló, però aviat retornà al FC Terrassa, club on encara avui dia és un dels seus màxims golejadors. Fou un habitual de la selecció catalana de futbol durant la segona meitat de la dècada de 1920.

## Palmarès
- Campionat de Catalunya de futbol:
  - 1928-29
- Copa d'Espanya de futbol:
  - 1928-29